# Урбан, Кнут
Кнут Урбан (Knut Wolf Urban, род. 25 июня 1941, Штутгарт) — немецкий физик. Доктор естественных наук, заслуженный профессор Рейнско-Вестфальского технического университета Ахена. Лауреат премии Вольфа (2011), а также удостоен BBVA Foundation’s Frontiers of Knowledge Award (2013).

## Биография
C 1961 по 1969 год изучал физику в Штутгартском университете, который и окончил, там же в 1972 году получил степень доктора естественных наук (doctor rerum naturalium).
С 1969 по 1972 год работал над диссертацией в Обществе Макса Планка (одним из его научных руководителей был Alfred Seeger, впоследствии член Леопольдины).
С 1972 по 1986 год в Max Planck Institute for Intelligent Systems, первоначально постдок, с 1975 года — сотрудник.
C 1987 по 2011 год заведовал кафедрой экспериментальной физики Рейнско-Вестфальского технического университета Ахена, с 2009 года его эмерит-профессор, а с 2010 года — его профессор Jülich Aachen Research Alliance.
В 2004—2006 годах президент и в 2006—2008 гг. вице-президент Немецкого физического общества.
В 2007—2014 годах сенатор Ассоциации Лейбница.
С 2015 года (по 2018) адъюнкт-профессор Xi'an Jiaotong University (КНР), его почётный профессор (2009).
Также с 2015 года член консультационного совета министра науки и образования Баварии.
В 1992—1996 годах главный редактор Physik Journal.
Член Рейнско-Вестфальской академии наук (2009).
Почётный член Немецкого физического общества (2014).
Автор более 450 статей в реферируемых журналах, имеет 8 патентов.

## Награды
- Von Hippel Award[нем.], US Materials Research Society (2006)
- Karl Heinz Beckurts-Preis[нем.] (2006)
- Honda Award for Ecotechnology (2008)
- Премия Вольфа по физике (2011)
- BBVA Foundation Frontiers of Knowledge Award (2013)[1]
- NIMS Award, Япония (2015)
- Премия Кавли (2020)